# Oligonychus apohadrus
Oligonychus apohadrus är en spindeldjursart som beskrevs av Meyer 1987. Oligonychus apohadrus ingår i släktet Oligonychus och familjen Tetranychidae. Inga underarter finns listade i Catalogue of Life.